# Royal Rumble 2018
Royal Rumble 2018 è stata la trentunesima edizione dell'omonimo evento in pay-per-view prodotto annualmente dalla WWE. L'evento si è svolto il 28 gennaio 2018 al Wells Fargo Center di Filadelfia (Pennsylvania).
Quest'edizione ha avuto, per la prima volta nella storia, il primo Royal rumble match femminile.

## Storyline
Come ogni anno avrà luogo il royal rumble match, il cui vincitore avrà un incontro a WrestleMania 34 per il titolo mondiale (il WWE Championship o l'Universal Championship). Il primo partecipante annunciato è stato Elias (18 dicembre). Inoltre, per la prima volta in assoluto, quest'edizione della Royal Rumble ha presentato anche l'omonimo match in versione femminile, con trenta partecipanti tra le varie lottatrici di Raw e SmackDown, la cui vincitrice avrà un incontro a WrestleMania 34 con in palio il Raw Women's Championship o lo SmackDown Women's Championship. La prima partecipante annunciata è stata Naomi (19 dicembre).
Nella puntata di Raw del 16 ottobre 2017 Kane è tornato a sorpresa attaccando Roman Reigns durante lo Steel Cage match contro Braun Strowman, favorendo la vittoria di quest'ultimo. Nella puntata di Raw dell'11 dicembre il match tra Kane e Braun Strowman per determinare il contendente n°1 all'Universal Championship di Brock Lesnar alla Royal Rumble è terminato in doppio count-out. Per questo motivo, il General Manager di Raw Kurt Angle ha annunciato che, alla Royal Rumble, Lesnar avrebbe difeso l'Universal Championship in un Triple Threat match contro Strowman e Kane..
Il 17 dicembre, a Clash of Champions, Kevin Owens e Sami Zayn hanno sconfitto Randy Orton e Shinsuke Nakamura in un match arbitrato dal General Manager di SmackDown Daniel Bryan e dal Commissioner Shane McMahon, in cui se Owens e Zayn avessero perso sarebbero stati licenziati. Nella puntata di SmackDown del 19 dicembre Kevin Owens ha sconfitto il WWE Champion AJ Styles in un match non titolato grazie all'intervento di Sami Zayn; successivamente, Styles ha affermato che avrebbe voluto affrontare sia Owens che Zayn in un Handicap match e, colta la palla al balzo, il General Manager Daniel Bryan ha annunciato che, alla Royal Rumble, Styles difenderà il WWE Championship contro Owens e Zayn in un 2-on-1 Handicap match.
Nella puntata di Raw del 25 dicembre Jason Jordan e Seth Rollins hanno sconfitto Cesaro e Sheamus, vincendo il Raw Tag Team Championship. Nella puntata di Raw dell'8 gennaio Cesaro e Sheamus hanno chiesto e ottenuto dal General Manager Kurt Angle un match per i titoli di coppia di Raw alla Royal Rumble.
Nella puntata di SmackDown del 2 gennaio 2018 gli SmackDown Tag Team Champions, gli Usos (Jimmy Uso e Jey Uso), hanno affrontato Chad Gable e Shelton Benjamin e, inizialmente, l'incontro era stato vinto da questi ultimi ma, poiché Gable e Jimmy Uso non erano gli uomini legali, il match è stato fatto ripartire con conseguente vittoria degli Usos. Nella puntata di SmackDown del 9 gennaio, poi, Benjamin e Gable hanno domandato un rematch titolato, e il General Manager Daniel Bryan ha annunciato che, alla Royal Rumble, gli Usos difenderanno i titoli di coppia di SmackDown contro Benjamin e Gable in un 2-out-of-3 Falls match.
Il 28 gennaio furono annunciati tre match per il Kick-off: nel primo, Bobby Roode avrebbe difeso lo United States Championship in una Open challenge contro un qualsiasi avversario, nel secondo Gran Metalik, Kalisto e Lince Dorado avrebbero affrontato Drew Gulak, Gentleman Jack Gallagher e TJP, mentre nel terzo Luke Gallows e Karl Anderson avrebbero affrontato i Revival (Dash Wilder e Scott Dawson).

### Cancellazioni
In origine era previsto un incontro per il WWE Cruiserweight Championship tra il campione Enzo Amore e lo sfidante Cedric Alexander ma, in seguito al licenziamento di Enzo Amore (legit), il titolo è stato reso vacante e il match cancellato.

## Risultati
| #       | Match                                                                                 | Stipulazioni                                                            | Durata   |
| ------- | ------------------------------------------------------------------------------------- | ----------------------------------------------------------------------- | -------- |
| Kickoff | Gran Metalik, Kalisto e Lince Dorado hanno sconfitto Drew Gulak, Jack Gallagher e TJP | Six-man tag team match                                                  | 13:20    |
| Kickoff | I Revival hanno sconfitto Karl Anderson e Luke Gallows                                | Tag team match                                                          | 09:10    |
| Kickoff | Bobby Roode (c) ha sconfitto Mojo Rawley                                              | Single match per il WWE United States Championship                      | 07:45    |
| 1       | AJ Styles (c) ha sconfitto Kevin Owens e Sami Zayn                                    | Two-on-one handicap match per il WWE Championship                       | 15:55    |
| 2       | Gli Usos (c) hanno sconfitto Chad Gable e Shelton Benjamin                            | Two-out-of-three falls match per il WWE SmackDown Tag Team Championship | 13:55    |
| 3       | Shinsuke Nakamura ha vinto eliminando per ultimo Roman Reigns                         | Royal rumble match                                                      | 01:05:35 |
| 4       | Il Bar ha sconfitto Jason Jordan e Seth Rollins (c)                                   | Tag team match per il WWE Raw Tag Team Championship                     | 12:49    |
| 5       | Brock Lesnar (c) (con Paul Heyman) ha sconfitto Braun Strowman e Kane                 | Triple threat match per il WWE Universal Championship                   | 10:55    |
| 6       | Asuka ha vinto eliminando per ultima Nikki Bella                                      | Women's royal rumble match                                              | 59:10    |

## Royal Rumble match

### Maschile
– Wrestler di Raw
     – Wrestler di SmackDown
     – Wrestler di NXT

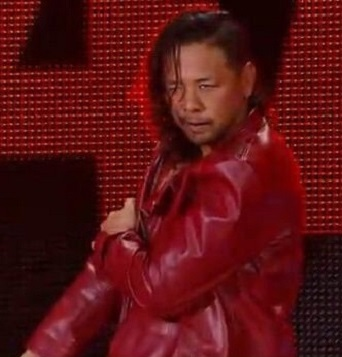
Shinsuke Nakamura, vincitore del royal rumble match maschile

     – Wrestler non affiliato
     – Vincitore
| #   | Superstar            | Ordine | Eliminato da                | Tempo | N° eliminazioni |
| --- | -------------------- | ------ | --------------------------- | ----- | --------------- |
| 1°  | Rusev                | 12°    | Bray Wyatt e Matt Hardy     | 30:27 | 0               |
| 2°  | Finn Bálor           | 27°    | John Cena                   | 57:39 | 4               |
| 3°  | Rhyno                | 1°     | Baron Corbin                | 02:12 | 0               |
| 4°  | Baron Corbin         | 2°     | Finn Bálor                  | 01:00 | 1               |
| 5°  | Heath Slater         | 4°     | Bray Wyatt                  | 00:34 | 1               |
| 6°  | Elias                | 15°    | John Cena                   | 24:51 | 0               |
| 7°  | Andrade "Cien" Almas | 18°    | Randy Orton                 | 28:59 | 1               |
| 8°  | Bray Wyatt           | 13°    | Matt Hardy                  | 19:56 | 3               |
| 9°  | Big E                | 8°     | Jinder Mahal                | 13:30 | 0               |
| 10° | Sami Zayn            | 5°     | Shinsuke Nakamura           | 06:47 | 0               |
| 11° | Sheamus              | 3°     | Heath Slater                | 00:02 | 0               |
| 12° | Xavier Woods         | 7°     | Jinder Mahal                | 08:14 | 0               |
| 13° | Apollo Crews         | 6°     | Cesaro                      | 05:06 | 0               |
| 14° | Shinsuke Nakamura    | —      | Vincitore                   | 44:25 | 3               |
| 15° | Cesaro               | 9°     | Seth Rollins                | 04:59 | 1               |
| 16° | Kofi Kingston        | 11°    | Andrade "Cien" Almas        | 05:24 | 1               |
| 17° | Jinder Mahal         | 10°    | Kofi Kingston               | 03:30 | 2               |
| 18° | Seth Rollins         | 22°    | Roman Reigns                | 18:46 | 2               |
| 19° | Matt Hardy           | 14°    | Sé stesso                   | 01:02 | 2               |
| 20° | John Cena            | 28°    | Shinsuke Nakamura           | 28:33 | 3               |
| 21° | The Hurricane        | 16°    | John Cena                   | 00:24 | 0               |
| 22° | Aiden English        | 17°    | Finn Bálor                  | 02:05 | 0               |
| 23° | Adam Cole            | 19°    | Rey Mysterio                | 06:34 | 0               |
| 24° | Randy Orton          | 25°    | Roman Reigns                | 13:34 | 1               |
| 25° | Titus O'Neil         | 20°    | Roman Reigns                | 05:53 | 0               |
| 26° | The Miz              | 21°    | Roman Reigns e Seth Rollins | 05:02 | 0               |
| 27° | Rey Mysterio         | 26°    | Finn Bálor                  | 09:24 | 1               |
| 28° | Roman Reigns         | 29°    | Shinsuke Nakamura           | 21:28 | 4               |
| 29° | Goldust              | 23°    | Dolph Ziggler               | 02:22 | 0               |
| 30° | Dolph Ziggler        | 24°    | Finn Bálor                  | 01:35 | 1               |

### Femminile
– Wrestler di Raw
     – Wrestler di SmackDown
     – Wrestler di NXT

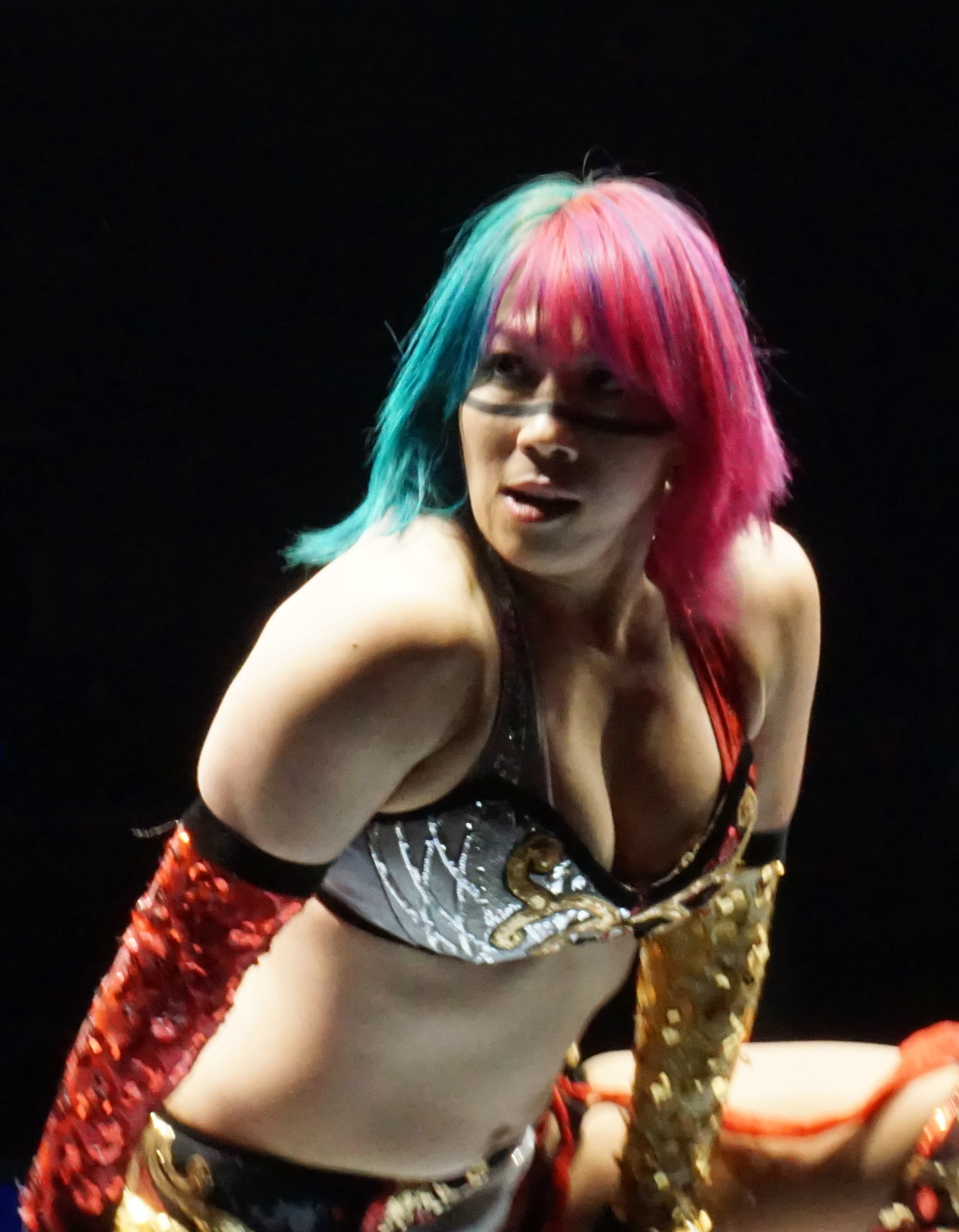
Asuka, vincitrice del Women's royal rumble match

     – Wrestler non affiliata
     – Vincitrice
| #   | Superstar       | Ordine | Eliminato da                                                    | Tempo | N° eliminazioni |
| --- | --------------- | ------ | --------------------------------------------------------------- | ----- | --------------- |
| 1ª  | Sasha Banks     | 27ª    | Brie Bella e Nikki Bella                                        | 54:46 | 3               |
| 2ª  | Becky Lynch     | 14ª    | Ruby Riott                                                      | 30:54 | 2               |
| 3ª  | Sarah Logan     | 7ª     | Molly Holly                                                     | 16:30 | 0               |
| 4ª  | Mandy Rose      | 1ª     | Lita                                                            | 03:52 | 0               |
| 5ª  | Lita            | 3ª     | Becky Lynch                                                     | 05:51 | 2               |
| 6ª  | Kairi Sane      | 4ª     | Dana Brooke                                                     | 04:49 | 0               |
| 7ª  | Tamina          | 2ª     | Lita                                                            | 01:34 | 0               |
| 8ª  | Dana Brooke     | 5ª     | Torrie Wilson                                                   | 02:59 | 1               |
| 9ª  | Torrie Wilson   | 6ª     | Sonya Deville                                                   | 03:04 | 1               |
| 10ª | Sonya Deville   | 8ª     | Michelle McCool                                                 | 06:41 | 1               |
| 11ª | Liv Morgan      | 9ª     | Michelle McCool                                                 | 05:12 | 0               |
| 12ª | Molly Holly     | 10ª    | Michelle McCool                                                 | 04:04 | 1               |
| 13ª | Lana            | 11ª    | Michelle McCool                                                 | 02:54 | 0               |
| 14ª | Michelle McCool | 13ª    | Natalya                                                         | 08:38 | 5               |
| 15ª | Ruby Riott      | 17ª    | Nia Jax                                                         | 11:32 | 2               |
| 16ª | Vickie Guerrero | 12ª    | Becky Lynch, Michelle McCool, Ruby Riott e Sasha Banks          | 01:02 | 0               |
| 17ª | Carmella        | 21ª    | Nikki Bella                                                     | 18:45 | 0               |
| 18ª | Natalya         | 25ª    | Trish Stratus                                                   | 25:34 | 3               |
| 19ª | Kelly Kelly     | 16ª    | Nia Jax                                                         | 05:02 | 0               |
| 20ª | Naomi           | 18ª    | Nia Jax                                                         | 06:49 | 0               |
| 21ª | Jacqueline      | 15ª    | Nia Jax                                                         | 01:52 | 0               |
| 22ª | Nia Jax         | 23ª    | Asuka, Bayley, Brie Bella, Natalya, Nikki Bella e Trish Stratus | 17:56 | 4               |
| 23ª | Ember Moon      | 20ª    | Asuka                                                           | 06:14 | 0               |
| 24ª | Beth Phoenix    | 19ª    | Natalya                                                         | 02:22 | 0               |
| 25ª | Asuka           | —      | Vincitrice                                                      | 19:41 | 3               |
| 26ª | Mickie James    | 22ª    | Trish Stratus                                                   | 08:24 | 0               |
| 27ª | Nikki Bella     | 29ª    | Asuka                                                           | 16:30 | 4               |
| 28ª | Brie Bella      | 28ª    | Nikki Bella                                                     | 11:58 | 2               |
| 29ª | Bayley          | 24ª    | Sasha Banks                                                     | 05:54 | 1               |
| 30ª | Trish Stratus   | 26ª    | Sasha Banks                                                     | 05:36 | 3               |